# Lehota pod Vtáčnikom
Lehota pod Vtáčnikom es un municipio del distrito de Prievidza en la región de Trenčín, Eslovaquia, con una población estimada a final del año 2024 de 3697 habitantes.
Se encuentra ubicado al este de la región, cerca del río Nitra (cuenca hidrográfica del Danubio) y de la frontera con las regiones de Banská Bystrica y Žilina.

## Demografía
| Año        | 1994 | 2004    | 2014    | 2024    |
| ---------- | ---- | ------- | ------- | ------- |
| Población  | 3695 | 3791    | 3922    | 3697    |
| Diferencia |      | +2,59 % | +3,45 % | −5,73 % |

| Año        | 2023 | 2024    |
| ---------- | ---- | ------- |
| Población  | 3740 | 3697    |
| Diferencia |      | −1,14 % |